# Hylemera mabillei
Hylemera mabillei là một loài bướm đêm trong họ Geometridae.